# 斯塔内·德尔甘茨
斯塔内·德尔甘茨（1893年4月23日—1981年8月9日），斯洛文尼亚男子体操运动员。他曾代表南斯拉夫参加1924年和1928年夏季奥林匹克运动会体操比赛，其中1928年奥运会获得二枚铜牌。